# 雪貂裝甲車

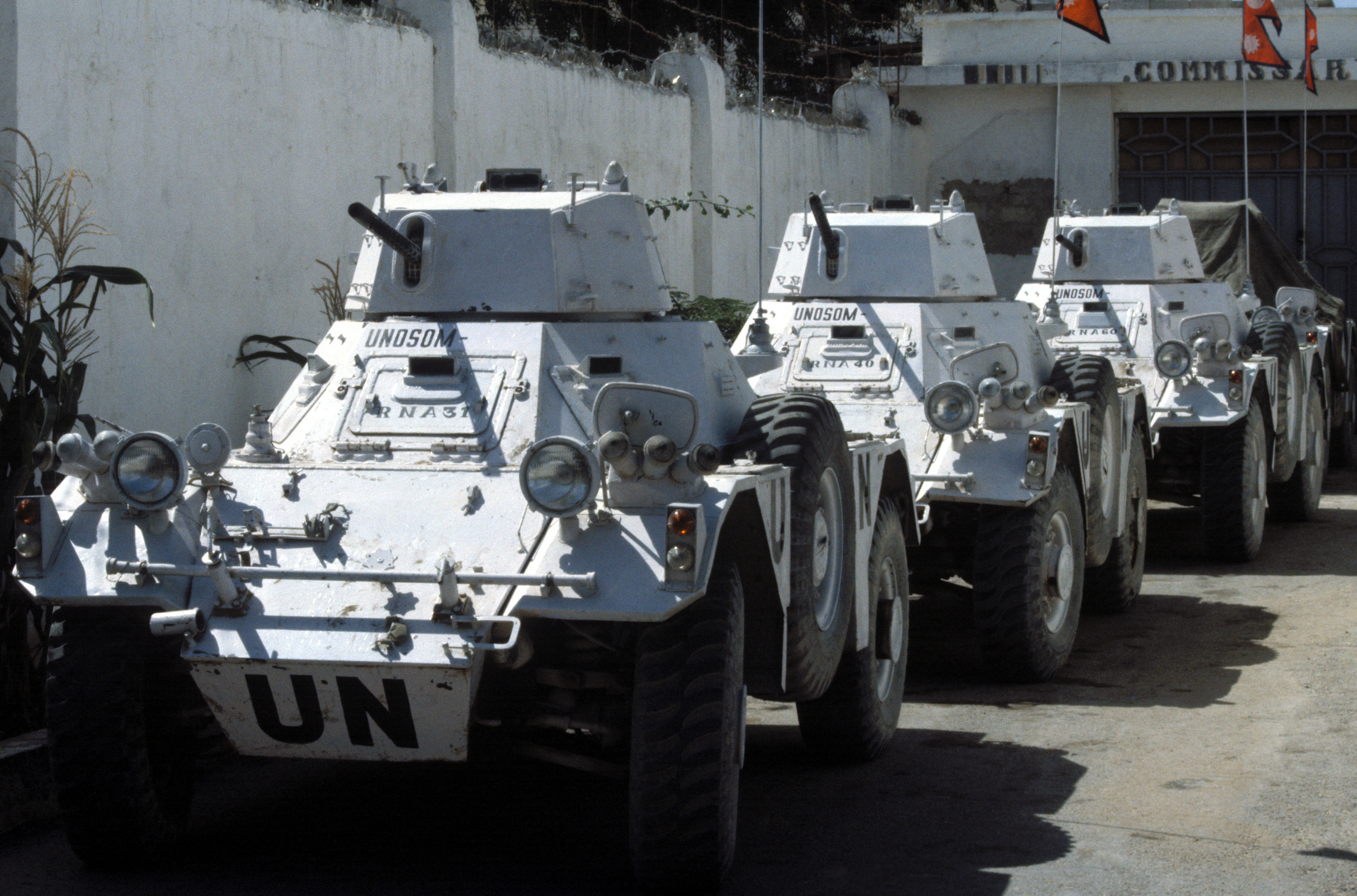
駐索馬里的聯合國維持和平部隊尼泊爾陸軍雪貂裝甲車車隊

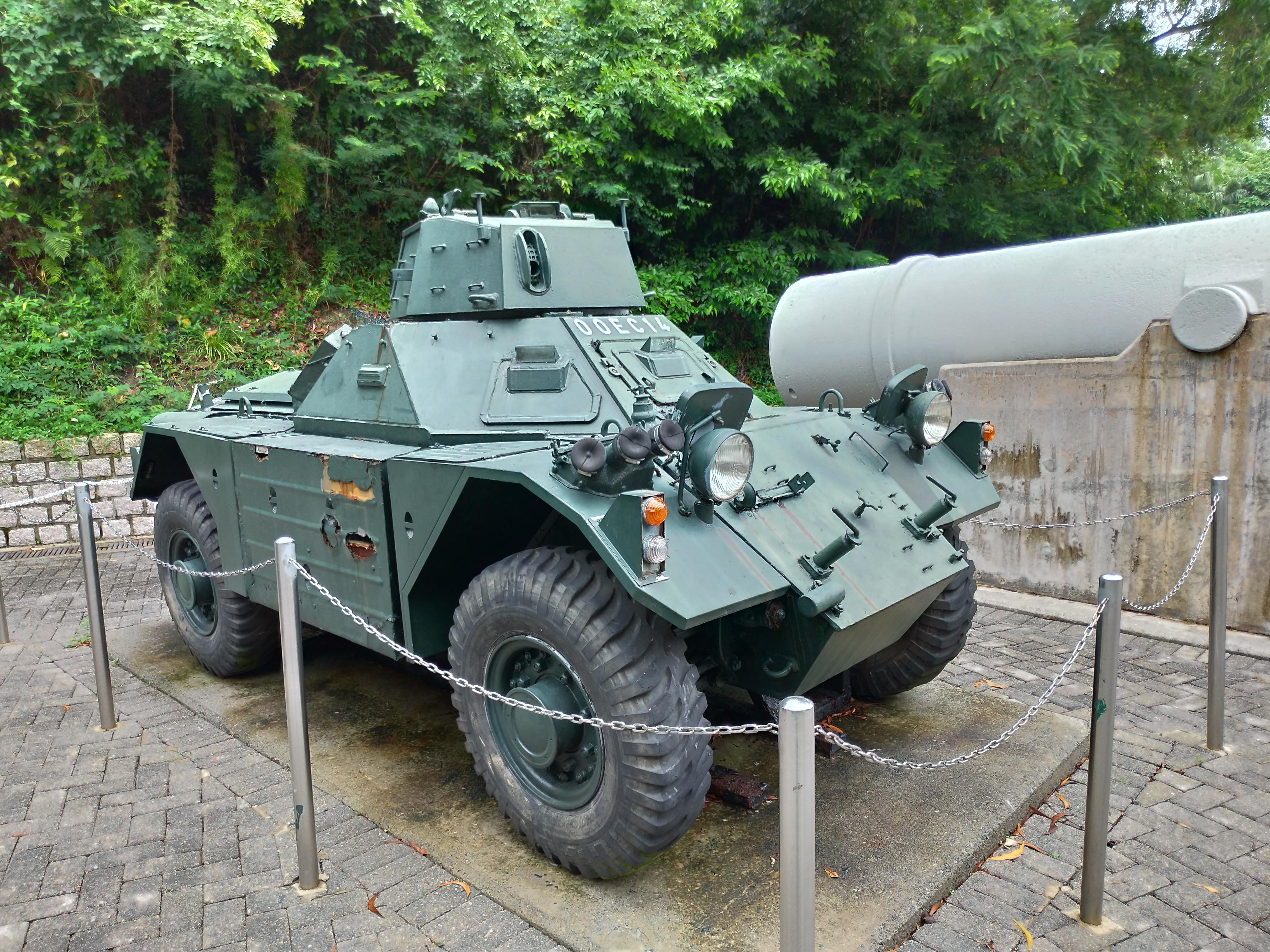
皇家香港軍團裝備的其中一輛雪貂裝甲車，目前在香港海防博物館展出

雪貂裝甲車（英語：Ferret）是英國在二次大戰後推出的輪式裝甲車，於1952年至1971年由英國丹拿車廠生產，在英軍大量使用，並服役至1991年。該款裝甲車也獲得多個英聯邦國家採用，有部分國家更使用至今。

## 概要
英國陸軍於1947年首次提出採購新型裝甲車的需求，這個需求在1949年被定位為輕型偵察裝甲車，用以取代在二次大戰期間使用的野犬裝甲車。在二次大戰時期為英軍生產超過6000輛野犬裝甲車的丹拿車廠於1948年10月取得開發合約，該車廠於1950年6月完成首輛原型車。基本型是FV701C，此車與丹拿原先的其中一個設計方案相似，也沿用了不少野犬裝甲車的設計，包括H型傳動系統，可減少車輪打滑而造成的驅動力損失，平行的驅動軸可降低車身高度，懸架系統由橫向連桿和單螺旋彈簧組成，並通過萬向接頭將動力傳送到車輪。此車的動力來自位於車體後方的一台勞斯萊斯B60的汽油引擎，採用直列六汽缸設計，汽缸容量為4.26公升。引擎輸出的動力通過液壓離合器驅動傳輸系統的5速行星齒輪，而傳動系統各齒輪都可反向轉動。雪貂裝甲車的前後輪距為2.29米，而上一代野犬式裝甲車的輪距只有1.98米。雪貂裝甲車被定位為輕型的偵察裝甲車，其防護力以抵擋一般槍彈及炮彈碎片為目標，車體採用厚度為0.24–0.63吋（6–16毫米）的鋼板焊接而成。此車的最基本構形採用開頂設計，車頭的前方兩側各裝有一組三聯裝榴彈發射器，主要用來裝填煙幕彈，可在遭遇威脅時製造煙幕為裝甲車提供掩護。此車被英軍使用後被命名為雪貂Mk1，雖然其基本設計並沒有固定武裝，但一般都會在前方架設一支.303口徑的布倫輕機槍或.30口徑的白朗寧M1919中型機槍，以供基本防衛之用。
雪貂的基本型採用開頂設計，本身也沒有安裝武器，但改良型雪貂Mk2，便將一個可迴轉的單人槍塔整合到車體上方，槍塔裝有一支.30口徑白朗寧M1919中型機槍，使乘員可在裝甲保護下操作機槍。由於雪貂Mk2仍然保持輕量，可維持較佳的行車速度，越野性能也不俗，而且操作靈活，很適合在城鎮的狹窄街道使用。雪貂Mk2獲得多國採用，英屬香港的皇家香港軍團亦裝備這款裝甲車。
雖然雪貂裝甲車面世於1952年，總產量超過4,400輛，性能早已落伍，並已停產多年，但其機械性能可靠度高，也易於維修，所以仍然在多個國家的武裝部隊中服役。2022年2月俄羅斯全面侵略烏克蘭，除了多國政府向烏克蘭提供軍事援助，也有民間團體以私人捐助方式爲烏克蘭政府籌集抵抗俄羅斯軍隊侵略的武器，其中一輛雪貂MK1裝甲車由私人出資購入後，於2022年8月和一批越野路華軍車一同從英國被運往烏克蘭作爲軍援裝備。